# 熊沢千絵
熊沢 千絵（くまざわ ちえ、1974年10月2日 - ）は、日本の女性モデル。神奈川県出身。TENCARAT Plume所属。

## 略歴
14歳でモデルとしてデビュー。最初の仕事はシチズン「ジャンクション」の広告モデルで、上半身裸のジーンズ姿だったという。雑誌「Grazia」の表紙モデルを務め、2010年以降も誌面に引き続き登場した。2012年の新装刊で「Grazia」からは離れ、「Precious」に活躍の場を移している。
各社のCMにも出演。プラチナ・ギルド・インターナショナルの広告キャラクター、資生堂のスキンケアブランドである「ELIXIR SUPERIEUR」のイメージモデルに起用されるなど、活躍の幅を広げている。
モデルになるきっかけは母親に「背も高いんだから、モデルをやれば？」と、勧められたこと。中学時代は身長が170cmもあり、バレーボールもやっていたため短髪で、モデルの世界に興味がなかったという。
一児の母として仕事と育児を両立させている姿は30代女性の共感を受けており、そのライフスタイルへの支持もあいまって、日本においてカリスマ的人気のあるモデルの一人と言われている。離婚し、現在は娘ルチアと暮らしている。
2016年にサン・イディからテンカラットへ移籍。

## その他
- 趣味……音楽鑑賞
- 特技……料理
- 憧れの人……オードリー・ヘプバーン、マザー・テレサ
- 休日の過ごし方……娘と楽しくすごす

## CM
- 日本航空　(91年、テレビCM)
- 資生堂 エリクシール シュペリエル
- ファンケル化粧品 HTCコラーゲン、HTCコラーゲンドリンク テンスアップEX
- NEC docomo STYLE series N-08A
- 花王 ピュアエチュール、ビオレプライムボディ
- DHC スーパーコラーゲン
- サントリー ザ・カクテルバー
- 大塚ビバレジ JAVA TEA straight

## 著書
- 別冊Grazia「熊沢千絵の元気レシピ」（講談社・2009年3月14日発売）